# Har Yiẕpor
Har Yiẕpor (hebreiska: הר יצפור) är ett berg i Israel.   Det ligger i distriktet Norra distriktet, i den nordöstra delen av landet. Toppen på Har Yiẕpor är 470 meter över havet, eller 58 meter över den omgivande terrängen. Bredden vid basen är 1,2 km.
Terrängen runt Har Yiẕpor är huvudsakligen kuperad, men österut är den platt. Runt Har Yiẕpor är det ganska tätbefolkat, med 179 invånare per kvadratkilometer. Närmaste större samhälle är Bet She'an, 7,9 km öster om Har Yiẕpor. Trakten runt Har Yiẕpor består till största delen av jordbruksmark.